# 麦克阿瑟 (新南威尔士州)

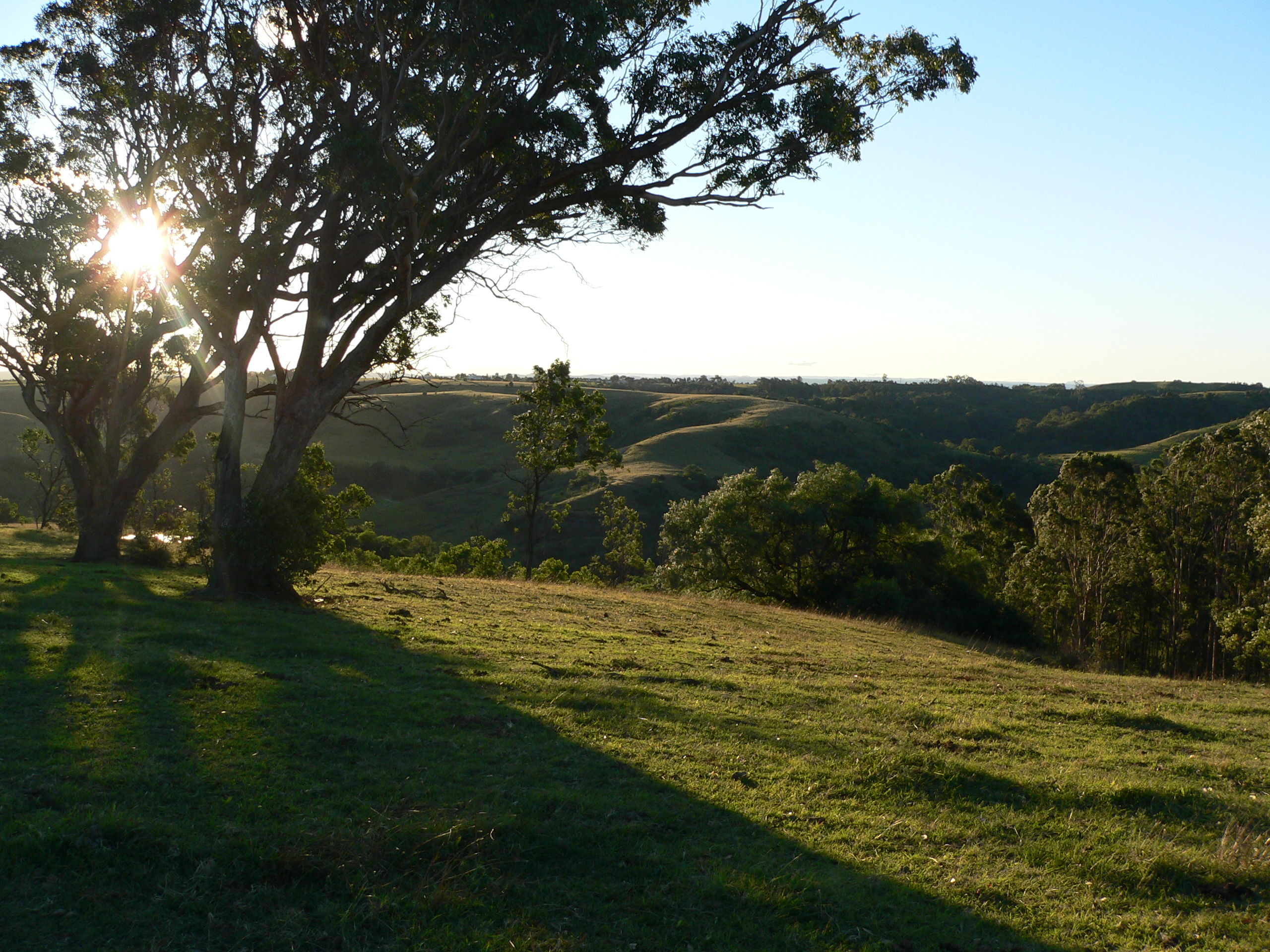
麦克阿瑟地区

麦克阿瑟（英語：Macarthur）是澳洲新南威尔士州首府－悉尼西南的区域，为介于蓝山与南部高地区域之间的低矮山地。其最北端为格伦菲尔德和沃勒甘巴区，最南为延德拉和巴克斯顿区，最东为阿平区，最西则为纳泰。
该地区归于多个地方政府管辖，包括金宝镇市、康顿议会和卧龙迪利郡。境内面积主要位于卧龙迪利郡，属半农业性质；总面积3,067平方公里，人口近31万。人口主要居住在卫星城金宝镇市及其周边区域，目前是悉尼都市区内发展最快的地区之一。

## 伸延閱讀
- The State Planning Authority of NSW, 1973, The New Cities of Campbelltown, Camden and Appin: Structure Plan.